# Rite funéraire dans l'Égypte antique
Le rituel funéraire dans l'Égypte antique comprend le rituel de l'embaumement, la momification et le rituel de l'ouverture de la bouche suivi de l'inhumation avec les biens funéraires spécifiques censés être nécessaires dans l'au-delà.

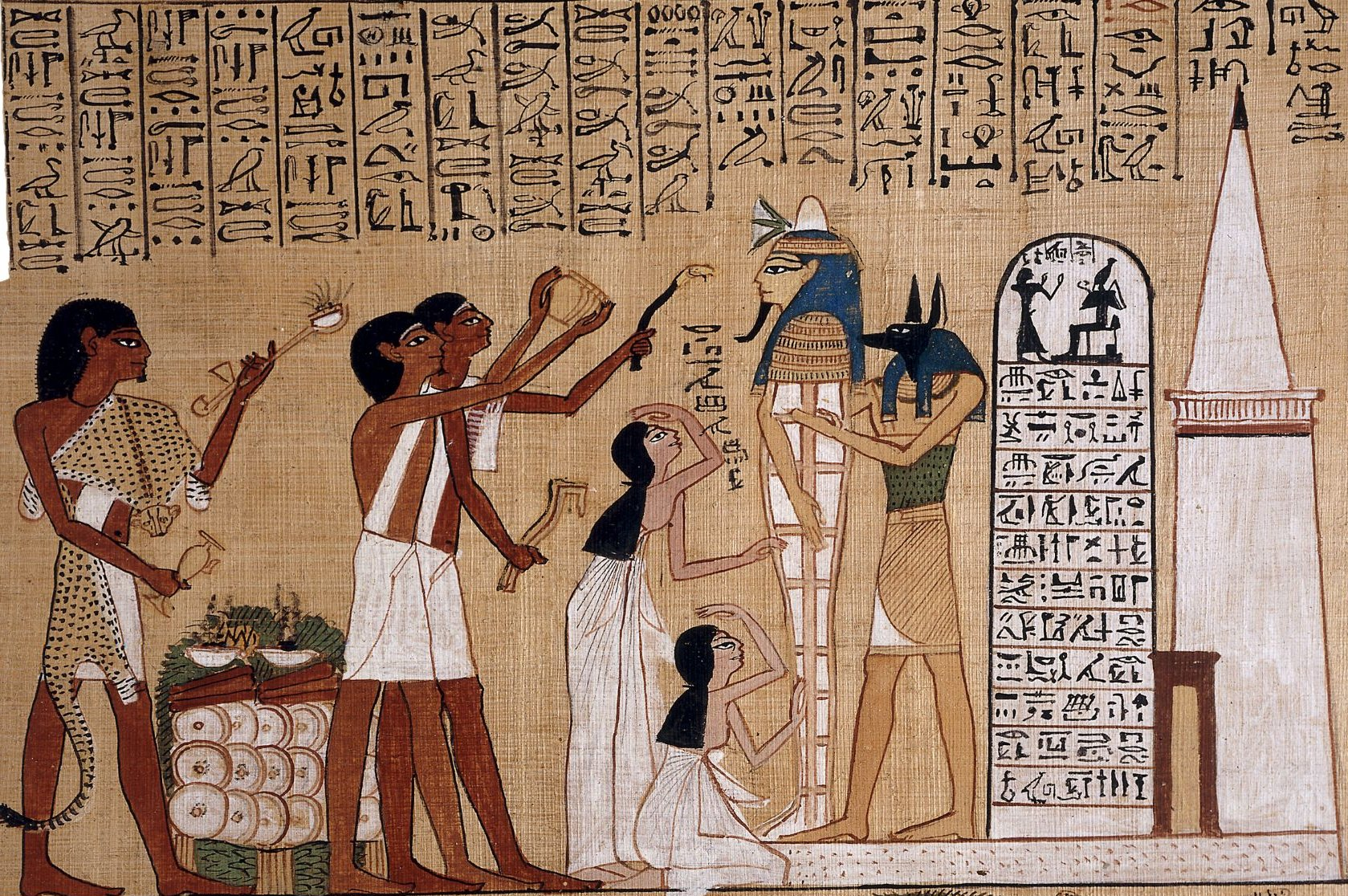
Cérémonie d'ouverture de la bouche pratiquée sur une momie avant la mise au tombeau.
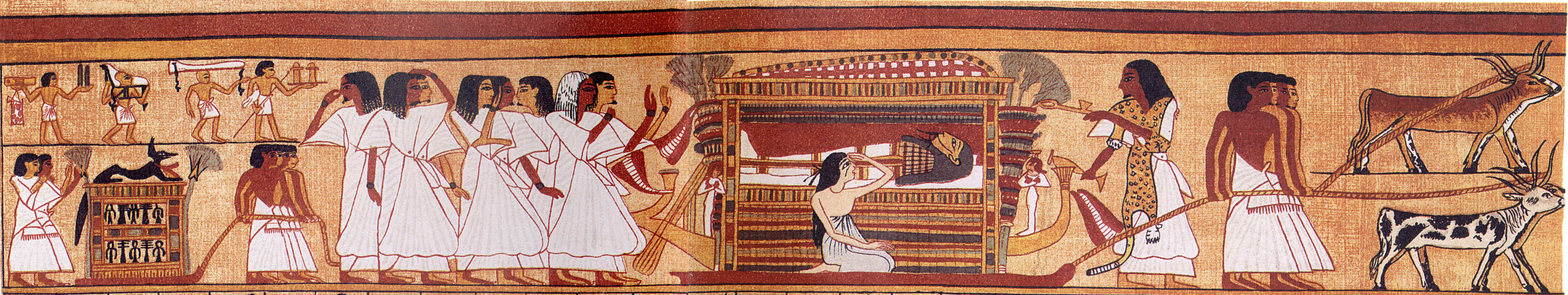
Procession funéraire représentée dans le Livre des morts.

## Embaumement

### Préservation des corps

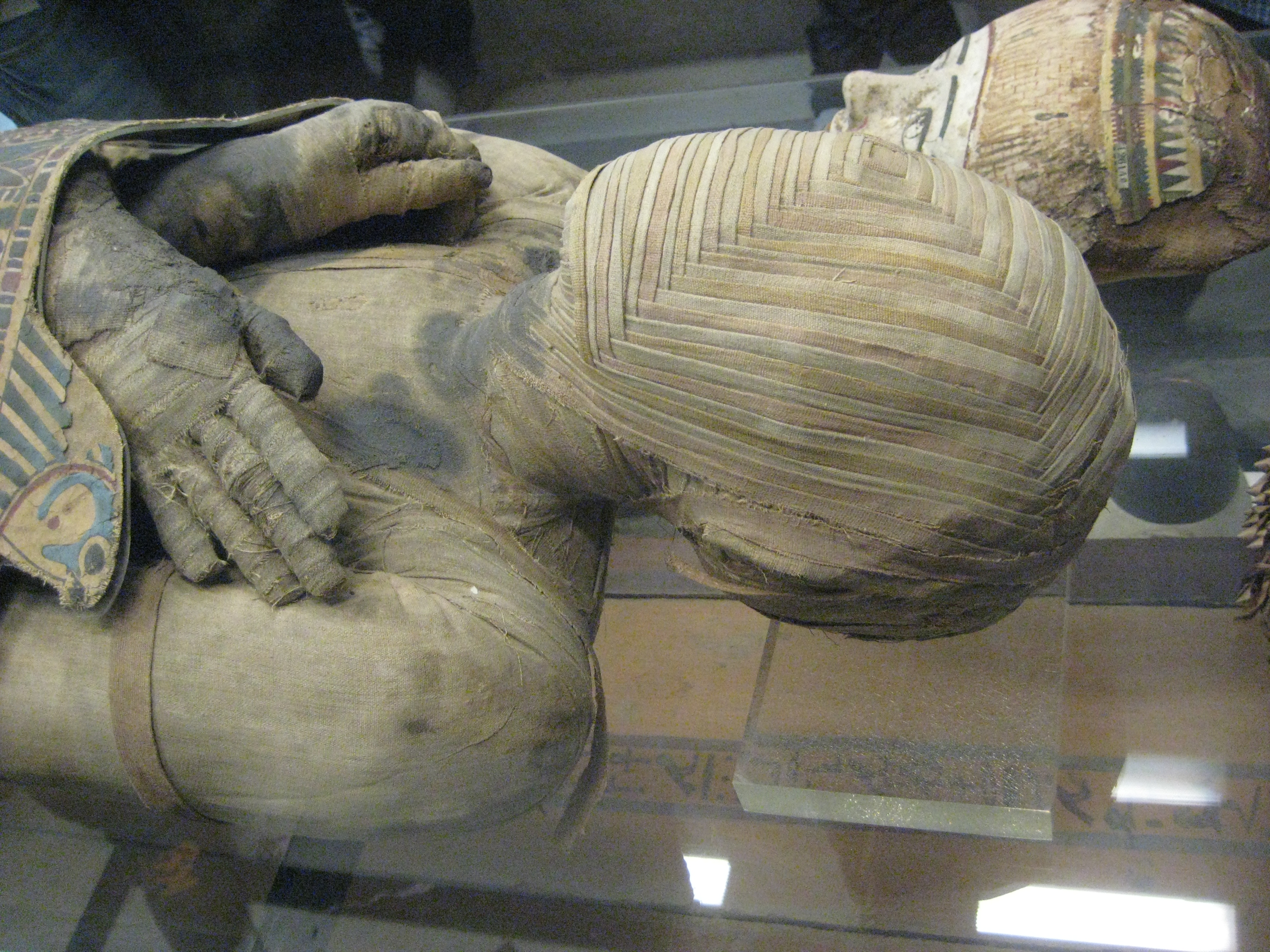
Momie du Musée du Louvre.

Dès le début du troisième millénaire avant notre ère, les Égyptiens se sont attachés à préserver les corps de leurs morts. Les premiers essais ne concernent d'abord que la famille royale. La plus ancienne momie royale à avoir été retrouvée est celle du roi Mérenrê Ier. La méthode employée est très rudimentaire. Les corps sont enveloppés dans des linges gorgés de résine ou de plâtre et le visage est peint sur la toile (entre 2600 et 2100 avant notre ère). L'éviscération abdominale commence à être pratiquée dans les débuts de la IVe dynastie, sur le corps de la reine Hétep-Hérès Ire par exemple, mais est loin d'être systématique.
Les techniques commencent à être plus efficaces à partir du Moyen Empire. L'éviscération devient habituelle sous la XIIe dynastie (entre 1990 et 1784 avant notre ère) comme en témoigne la présence de vases canopes dans les tombes pour recueillir les viscères momifiées. Chaque vase contient un organe spécifique et correspond à un point cardinal et une entité. Ils sont au nombre de quatre : Amset, Hâpi, Douamoutef et Kébehsénouf.
À partir de la seconde moitié du deuxième millénaire, la momification atteint son meilleur niveau. Sous le Nouvel Empire et à la Basse époque, la momification de la dépouille mortelle d'un personnage de haut rang (roi, noble, grand-prêtre) ou d'un animal sacré comme le taureau Apis s'étale sur une durée de soixante-dix jours. Le jour du décès, la famille confie le corps aux embaumeurs qui le placent dans la « Tente de purification » pour le laver et l'oindre. Durant quatre jours, la famille est astreinte à un jeûne strict. Le cinquième jour après le décès, le corps est placé dans la ouâbet, la « place de l'embaumement » :

« La longueur de sa vie sur terre fut de soixante-deux ans, cinq mois et quatorze jours, quand il fut placé dans la salle de purification (ouâbet) à la charge des mains d'Anubis. Il fut fait pour lui tout ce qui doit être fait pour chaque grand personnage décédé. Il passa soixante-dix jours dans la Belle Maison (per nefer: lieu où étaient momifiés les cadavres). Il fut content d'être un Bienheureux (imakh) et fut tiré dans sa maison d'éternité, y restant pour toujours »

— Texte gravé sur une statue d'Osiris, Karnak, XXIe dynastie.

### Processus
L'entrée du défunt dans la ouâbet marque pour la famille le début d'une période de soixante-dix jours de deuil marqué par un jeûne constitué de maigres repas de pain, d'eau et de légumes cuits. Le matin de cette journée l'abdomen du mort est incisé au flanc gauche pour permettre à son âme-Ba de monter au ciel. Le corps est ensuite éviscéré : 

« Cet auguste défunt devra être couché sur le flanc droit, sur de la paille de blé. La partie gauche de l'abdomen sera incisée puis seront enlevés le foie, la rate, les poumons et ce qui reste à l'intérieur du ventre. Le coupeur. C'est lui qui fera le traitement dans la place de l'embaumement (ouâbet) »

— Extrait du Papyrus médical du Louvre E.32847. Traduction de Thierry Bardinet

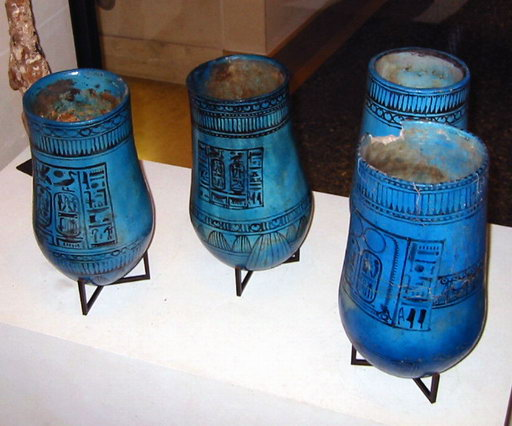
Vases canopes au nom de Ramsès II, Musée du Louvre.

Durant quinze jours, le corps est desséché par un salage au natron. La dernière nuit de cette période, le corps est placé dans un bain de résine sefet afin que toutes les parties du corps en soient imprégnées. Le sefet est probablement un onguent à base d'huile de lin car cette substance a la propriété de se solidifier au bout de quelque temps. Durant les trente-quatre jours qui suivent, la dépouille est entourée par une sorte de coque imperméable constituée d'une douzaine de couches de bandelettes collantes imprégnées dans une solution chaude de graisse de bœuf, d'huile sefet, d'encens et de cire, à raison d'une couche tous les quatre jours, chaque nouvelle couche devant d'abord sécher durant deux jours. La momie continue à sécher pendant encore une vingtaine de jours durant lesquels elle continue à être habillée par un entrelacement de bandelettes et d'amulettes protectrices. Le 70e jour, la momification est achevée et le corps est de nouveau déposé dans la « Tente de purification », où il subit le rituel de l'ouverture de la bouche, une opération magico-funéraire destinée à rendre les cinq sens au défunt. Le jour suivant, le corps est déposé en procession dans le caveau funéraire, son lieu de repos éternel.

### Rituel codifié
La momification du corps n'est pas qu'une simple technique de préservation. Son but est de transfigurer la dépouille mortelle en un corps glorieux et éternel assimilé à Osiris, ce dieu étant le premier mortel à avoir bénéficié de ce rituel de revivification. Le rituel de l'embaumement n'est plus connu dans son ensemble mais deux manuscrits, le Papyrus no 5158 du Louvre et le Papyrus no 3 de Boulaq permettent d'en appréhender une partie. Ces deux documents sont datés de la première moitié du Ier siècle de notre ère, mais il s'agit vraisemblablement de copies d'un texte rédigé au Nouvel Empire. Le document originel se présentait à la manière d'un manuel subdivisé en paragraphes. Le début est malheureusement perdu et seuls les onze dernières étapes du procédé nous sont parvenues. Chaque paragraphe est subdivisé en deux parties, la première traite des manipulations opérées sur le corps (massage, onction, emballement) tandis que la seconde expose les paroles liturgiques à prononcer avant, durant ou après les gestes techniques. Ce rituel funéraire est toutefois bien plus ancien ; les plus anciennes allusions à ce sujet remontent à l'Ancien Empire et figurent sur les murs de la pyramide à textes du roi Pépi Ier de la VIe dynastie. De brèves mentions figurent aussi dans les Textes des sarcophages et dans les exemplaires du Livre des Morts :
Qu'elles [Isis et Nephtys] empêchent que tu te décomposes selon ce nom qui est tien d'Anubis !

Qu'elles empêchent que ta putréfaction ne s'écoule à terre selon ce nom qui est tien de Chacal de Haute-Égypte !

Qu'elles empêchent que l'odeur de ton cadavre ne devienne mauvaise selon ce nom qui est tien de Horus de Shat !

Qu'elles empêchent que ne se putréfie Horus Oriental ! Qu'elles empêchent que ne se putréfie Horus de la Douat !

Qu'elles empêchent que ne se putréfie Horus, le Maître du Double Pays !

- Allusion à la momification du roi Pépi II (VIe dynastie). Traduction de Claude Carrier